# نظریه دلبستگی
نظریه دلبستگی یا نظریه پیوستگی (به انگلیسی: Attachment theory) نظریه‌ای در روان‌شناسی است که روابط بین انسان‌ها را تحلیل می‌کند. مهم‌ترین اصل آن است که کودکان برای توسعه اجتماعی و عاطفی عادی، احتیاج به رابطه با حداقل یک مراقب اصلی که در تعاملات اجتماعی با آن‌ها حساس و پاسخگو هستند را دارند (اشخاص پیوستگی). این نظریه توسط روانپزشک و روانکاو جان بالبی فرموله شده است.
بر اساس این نظریه، وابستگی کودک بین سن ۶ ماه تا ۲ سال به اشخاص پیوستگی دارای یک کارکرد طبیعی و غریزی برای به‌دست آوردن و حفظ کردن احساس امنیت است. در بخش پایانی این دوره، کودکان شروع به استفاده از اشخاص پیوستگی به عنوان پایگاهی امن برای کاوش از آن و بازگشت به آن می‌کنند. واکنش‌های والدگونه منجر به توسعه الگوهای پیوستگی می‌شود. این‌ها، به نوبه خود، منجر به شکل‌گیری احساسات، افکار، و انتظارات کودکان در روابط بعدی می‌شود. اضطراب جدایی یا غم و اندوه در پی از دست دادن یک شخصیت پیوستگی به عنوان یک واکنش طبیعی و سازگارانه برای یک کودک پیوسته در نظر گرفته می‌شود. این رفتارها ممکن است به دلیل افزایش احتمال بقای کودک تکامل یافته باشند.

### کتابشناسی
- Prior, V; Glaser, D (2006). Understanding Attachment and Attachment Disorders: Theory, Evidence and Practice. Child and Adolescent Mental Health, RCPRTU. London and Philadelphia: Jessica Kingsley Publishers. ISBN 978-1-84310-245-8.

- ادوارد دی اسمیت. سوزان نولن. باربارا ل فردریکسون. جفری ل لافتوس. داریل ج بم. استیفن مارن.  دکتر حمزه گنجی، ویراستار. زمینه روان‌شناسی اتکینسون و هیلگارد. شابک ۹۷۸-۹۶۴-۷۶۰۹-۶۴-۷.